# Жупков
Жупков (словац. Župkov) — село, громада округу Жарновиця, Банськобистрицький край, центральна Словаччина, регіон Теков. Кадастрова площа громади — 10,34 км².
Населення 858 осіб (станом на 31 грудня 2017 року).

## Історія
Жупков вперше згадується в 1808 році.

## Населення
| Рік:            | 1994. | 2004.   | 2014.    | 2024.   |
| --------------- | ----- | ------- | -------- | ------- |
| Кількість осіб: | 734   | 727     | 872      | 842     |
| Різниця:        |       | -0,95 % | +19,94 % | -3,44 % |

| Рік:            | 2023. | 2024.   |
| --------------- | ----- | ------- |
| Кількість осіб: | 851   | 842     |
| Різниця:        |       | -1,05 % |